# НБА такмичење у закуцавању
Такмичење у закуцавањима (енгл. Slam Dunk Contest) такмичење је које се одржава сваке године за време НБА ол-стар викенда. Такмичење је одржано први пут 1976. године у Денверу и победник је био Џулијус Ирвинг из Њу Џерзи нетса.

## Рекорди
- Зак Лавин је постигао највиши резултат у било којој рунди, као и најбољи укупни резултат. Он је 2016. године освојио 200 поена у финалној рунди, а 299 укупно.
- Грег Мајнор из Бостон селтикса добио је 1996. године најнижи појединачни резултат за једно закуцавање, са 2,0 за промашени први покушај.
- Спад Веб је био први руки који је победио на такмичењу.
- Мајкл Џордан, Џејсон Ричардсон и Нејт Робинсон су једини играчи који су две године за редом побеђивали на такмичењу.
- Мак Макланг је једини играч који је три пута победио на такмичењу. Такође, једини је играч који је побеђивао три године заредом.
- Најмлађи победник је Коби Брајант, који је тријумфовао са 18 година.
- Најнижи победник био је Спад Веб (168 цм), док је највиши победник био Двајт Хауард (211 цм).[1]

## Победници такмичења од 1984. године
| 1984. | Денвер, Колорадо           | Лари Нанс            | Финикс санси                |
| 1985. | Индијанаполис, Индијана    | Доминик Вилкинс      | Атланта хокси               |
| 1986. | Далас, Тексас              | Спад Веб             | Атланта хокси (2)           |
| 1987. | Сијетл, Вашингтон          | Мајкл Џордан         | Чикаго булси                |
| 1988. | Чикаго, Илиноис            | Мајкл Џордан (2)     | Чикаго булси (2)            |
| 1989. | Хјустон, Тексас            | Кени Вокер           | Њујорк никси                |
| 1990. | Мајами, Флорида            | Доминик Вилкинс (2)  | Атланта хокси (3)           |
| 1991. | Шарлот, Северна Каролина   | Ди Браун             | Бостон селтикси             |
| 1992. | Орландо, Флорида           | Седрик Себалос       | Финикс санси (2)            |
| 1993. | Солт Лејк Сити, Јута       | Харолд Мајнер        | Мајами хит                  |
| 1994. | Минеаполис, Минесота       | Ајзеја Рајдер        | Минесота тимбервулвси       |
| 1995. | Финикс, Аризона            | Харолд Мајнер (2)    | Мајами хит (2)              |
| 1996. | Сан Антонио, Тексас        | Брент Бари           | Лос Анђелес клиперси        |
| 1997. | Кливленд, Охајо            | Коби Брајант         | Лос Анђелес лејкерси        |
| Године 1998. такмичење у закуцавању није одржано. Ол-стар викенд планиран за 1999. годину отказан је због НБА локаута. |                            |                      |                             |
| 2000. | Оукланд, Калифорнија       | Винс Картер          | Торонто репторси            |
| 2001. | Вашингтон                  | Дезмонд Мејсон       | Сијетл суперсоникси         |
| 2002. | Филаделфија, Пенсилванија  | Џејсон Ричардсон     | Голден Стејт вориорси       |
| 2003. | Атланта, Џорџија           | Џејсон Ричардсон (2) | Голден Стејт вориорси (2)   |
| 2004. | Лос Анђелес, Калифорнија   | Фред Џоунс           | Индијана пејсерси           |
| 2005. | Денвер, Колорадо           | Џош Смит             | Атланта хокси (4)           |
| 2006. | Хјустон, Тексас            | Нејт Робинсон        | Њујорк никси (2)            |
| 2007. | Лас Вегас, Невада          | Џералд Грин          | Бостон селтикси (2)         |
| 2008. | Њу Орлеанс, Луизијана      | Двајт Хауард         | Орландо меџик               |
| 2009. | Финикс, Аризона            | Нејт Робинсон (2)    | Њујорк никси (3)            |
| 2010. | Арлингтон, Тексас          | Нејт Робинсон (3)    | Њујорк никси (4)            |
| 2011. | Лос Анђелес, Калифорнија   | Блејк Грифин         | Лос Анђелес клиперси (2)    |
| 2012. | Орландо, Флорида           | Џереми Еванс         | Јута џез                    |
| 2013. | Хјустон, Тексас            | Теренс Рос           | Торонто репторси (2)        |
| 2014. | Њу Орлеанс, Луизијана      | Џон Вол              | Вашингтон визардси          |
| 2015. | Њујорк Сити, Њујорк        | Зак Лавин            | Минесота тимбервулвси (2)   |
| 2016. | Торонто, Онтарио           | Зак Лавин (2)        | Минесота тимбервулвси (3)   |
| 2017. | Њу Орлеанс, Луизијана      | Глен Робинсон III    | Индијана пејсерси (2)       |
| 2018. | Лос Анђелес, Калифорнија   | Донован Мичел        | Јута џез (2)                |
| 2019. | Шарлот, Северна Каролина   | Хамиду Дијало        | Оклахома Сити тандер (2)    |
| 2020. | Чикаго, Илиноис            | Дерик Џоунс Млађи    | Мајами хит (3)              |
| 2021. | Атланта, Џорџија           | Анферни Сајмонс      | Портланд трејлблејзерси     |
| 2022. | Кливленд, Охајо            | Оби Топин            | Њујорк никси (5)            |
| 2023. | Солт Лејк Сити, Јута       | Мак Макланг          | Филаделфија севентисиксерси |
| 2024. | Индијанаполис, Индијана    | Мак Макланг (2)      | Осеола меџик                |
| 2025. | Сан Франциско, Калифорнија | Мак Макланг (3)      | Орландо меџик (2)           |

- [2]

Легенда:
|  | Активни кошаркаши                                    |
|  | Кошаркаши који су примљени у Кошаркашку Кућу славних |

## Успешност
| Поз. | Играч            | Број победа |
| ---- | ---------------- | ----------- |
| 1.   | Мак Макланг      | 3           |
| 1.   | Нејт Робинсон    | 3           |
| 2.   | Доминик Вилкинс  | 2           |
| 2.   | Зак Лавин        | 2           |
| 2.   | Харолд Мајнер    | 2           |
| 2.   | Џејсон Ричардсон | 2           |
| 2.   | Мајкл Џордан     | 2           |
| 8.   | 25 играча        | 1           |

| Поз. | Играч                       | Број победа |
| ---- | --------------------------- | ----------- |
| 1.   | Њујорк никси                | 5           |
| 2.   | Атланта хокси               | 4           |
| 3.   | Мајами хит                  | 3           |
| 3.   | Минесота тимбервулвси       | 3           |
| 5.   | Бостон селтикси             | 2           |
| 5.   | Голден Стејт вориорси       | 2           |
| 5.   | Индијана пејсерси           | 2           |
| 5.   | Јута џез                    | 2           |
| 5.   | Лос Анђелес клиперси        | 2           |
| 5.   | Оклахома Сити тандер        | 2           |
| 5.   | Орландо меџик               | 2           |
| 5.   | Торонто репторси            | 2           |
| 5.   | Финикс санси                | 2           |
| 5.   | Чикаго булси                | 2           |
| 15.  | Вашингтон визардси          | 1           |
| 15.  | Лос Анђелес лејкерси        | 1           |
| 15.  | Портланд трејлблејзерси     | 1           |
| 15.  | Филаделфија севентисиксерси | 1           |